# Velódromo de Roubaix

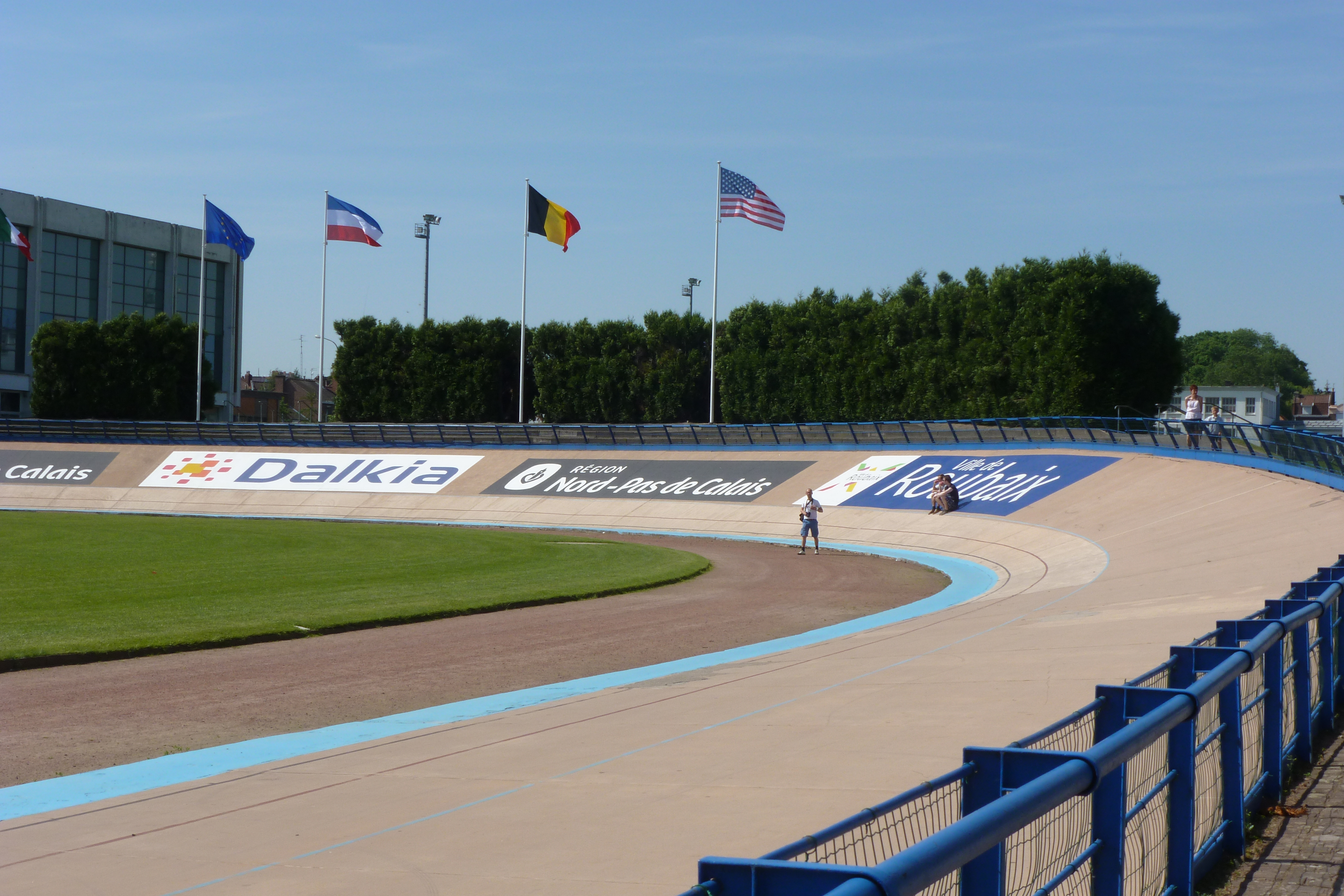
Velódromo de Roubaix.

El velódromo de Roubaix (oficialmente Vélodrome André-Pétrieux) es un velódromo conocido por albergar, el segundo domingo de abril, a la París-Roubaix, el tercero de los cinco monumentos del ciclismo.
Su pista de hormigón (concreto), tiene 500 m de longitud y curvas peraltadas de 37.º. Fue inaugurado en 1936 y está ubicado al este de la ciudad. Es conocido por ser el lugar de llegada de la competición ciclista París-Roubaix desde 1943.
Sucedió al primer Velódromo de Roubaix, que había sido inaugurado en 1895 y fue destruido en 1924 y había recibido la llegada de la París-Roubaix desde la creación de esta carrera (1896) hasta 1914.
El velódromo de Roubaix, también ha sido sede de los campeonatos de Francia de ciclismo en pista en 1966 y 1971.